# قسم زردلان الريفي (مقاطعة تشرداول)
قسم زردلان الريفي (بالفارسية: دهستان زردلان) هي منطقة ريفية تقع في محافظة إيلام في إيران. يقدر عدد سكانها بـ 2,518 نسمة .